# له ویلی
له ویلی (انگلیسی: Le Villi) اپرا-باله در دو پرده از جاکومو پوچینی است که لیبرتو آن بر عهده فردیناندو فونتانا بر پایهٔ داستان کوتاهی تحت همین عنوان از آلفونس کار می‌باشد. اپرا در حقیقت برای اجرا در یک پرده تنظیم گردید و نخستین اجرای آن در تئاتر دال ورمه میلان و به سال ۳۱ مه سال ۱۸۸۴ است.
این اپرا-باله داستان عاشقانه‌ای را روایت می‌کند که در آن یک جوان به نام روبرتو و دو خدمتکارش، جولی و سیلو، به دام روحانیان شروری بنام له ویلی می‌افتند. له ویلی‌ها، روحانیانی هستند که با مردان عاشق زنانی که قصد ازدواج با آن‌ها را ندارند، معامله می‌کنند و آن‌ها را به دام می‌اندازند. در پایان، جولی به دام این روحانیان شرور می‌افتد و روبرتو تلاش می‌کند تا او را نجات دهد، اما تلاشش بی‌نتیجه می‌ماند و جولی به مرگ می‌رسد. در نهایت، روح جولی به روبرتو ظاهر می‌شود و او را به سوی مرگ می‌برد.